# Northern Chaos Gods (singolo)
Northern Chaos Gods è un singolo del gruppo musicale norvegese Immortal pubblicato il 25 maggio 2018 dalla Nuclear Blast come estratto dal nono album in studio Northern Chaos Gods.

## Tracce
1. Northern Chaos Gods – 4:25

## Formazione

### Gruppo
- Demonaz – voce, chitarra
- Horgh – batteria

### Altri musicisti
- Peter Tägtgren – basso

### Produzione
- Peter Tägtgren – produzione, missaggio
- Jonas Kjellgren – mastering